# Converxencia Nacionalista Galega
Converxencia Nacionalista Gallega (Convergencia Nacionalista Gallega) fue una coalición política de Galicia (España) formada por Coalición Galega y Centristas de Galicia a iniciativa de Victorino Núñez que se presentó a las elecciones municipales de 26 de mayo de 1991. En Orense participó también el Centro Democrático y Social y la coalición adoptó el nombre de Converxencia Centristas de Galicia.

## Resultados electorales
- Elecciones municipales de 1991: 52.198 votos (3,7% en Galicia), 137 concejales